# Johann Bayer
Johann Bayer (1572 – 7. března 1625) byl německý astronom a právník. Roku 1603 vydal atlas hvězdné oblohy Uranometria a zavedl v něm označení hvězd řeckými písmeny, které se používá dodnes. Na Měsíci je podle něj pojmenován kráter Bayer.